# Gian Luca Margheriti
Gian Luca Margheriti (Milano, 4 aprile 1976) è uno scrittore e fotografo italiano.

## Biografia
Comincia la sua carriera di fotografo nella seconda metà degli anni novanta. Nel 2001 decide di accoppiare la parola scritta alle immagini e, insieme alla giornalista Francesca Belotti, crea la rubrica Milano segreta che viene pubblicata settimanalmente sul Corriere della Sera online fino al 2009. Milano segreta si occupa di due delle sue più grandi passioni: il mistero e Milano; ogni settimana infatti la rubrica raccontava curiosità e leggende legate alla storia di Milano.
A partire dal 2003 comincia a collaborare come scrittore anche con diverse altre riviste tra cui spiccano Il Giornale dei misteri, Nick e Qui Bergamo.
Nel 2008, grazie alla casa editrice Newton Compton, la rubrica Milano segreta diventa un libro, che sarà solo il primo di una serie dedicata alla sua città natale.
Nel 2014 escono due nuovi libri: uno dedicato ai personaggi più misteriosi della storia, mentre l'altro è un'analisi storica del caso di Jack lo Squartatore.
Oggi, oltre a continuare la sua attività di scrittore e fotografo, si occupa anche di regia e di produzioni televisive.

## Libri
- 2008 – Milano segreta[2], Roma, Newton Compton
- 2009 – 101 storie su Milano che non ti hanno mai raccontato[3], Roma, Newton Compton
- 2010 – 1001 cose da vedere a Milano almeno una volta nella vita[4], Roma, Newton Compton
- 2011 – 101 tesori nascosti di Milano da vedere almeno una volta nella vita[5], Roma, Newton Compton
- 2014 – I personaggi più misteriosi della storia[6], Roma, Newton Compton
- 2014 – Lettere dall'inferno. La storia di Jack lo Squartatore[7], Genova, Il Melangolo
- 2016 – La Milano dei miracoli[8], Napoli, Intra Moenia Edizioni
- 2017 – Le incredibili curiosità di Milano, Roma, Newton Compton
- 2023 – 101 cose da fare a Bergamo almeno una volta nella vita, Roma, Newton Compton

## Racconti
- 2016 – Una donna, racconto presente nell'antologia Il magazzino dei mondi 3[9], Delos Books
- 2016 – Addio Milano, racconto presente nell'antologia Natale a Milano, Rivoli (Torino), Neos Edizioni